# کاپلا کانتونه
کاپلا کانتونه (به ایتالیایی: Cappella Cantone) یک کومونه در ایتالیا است که در استان کریمونا واقع شده‌است. کاپلا کانتونه ۱۳٫۲ کیلومتر مربع مساحت و ۵۴۸ نفر جمعیت دارد.